# Plymouth (Minnesota)
Plymouth – miasto w północnej części Stanów Zjednoczonych, w stanie Minnesota. Położone w hrabstwie Hennepin, 25 kilometrów na północny zachód od Minneapolis.